# Maljuta Skuratov
Grigorij Lukjanovič Skuratov-Bělskij (rusky Григорий Лукьянович Скуратов-Бельский), známý spíše jako Maljuta Skuratov (Малюта Скуратов) (asi 1541 – 1. ledna 1573, Weissenstein) byl ruský šlechtic, dvořan cara Ivana IV. Hrozného a jeden z hlavních vůdců opričniny. Neblaze proslul svou fanatickou oddaností carovi a mimořádnou krutostí, s níž vykonával jeho rozkazy.

## Životopis
Maljuta Skuratov pocházel z nižší šlechty spřízněné s bojarským rodem Bělských. Poprvé na sebe upozornil v roce 1569, kdy se podílel na procesu proti knížeti Vladimíru Andrejeviči Starickému, bratranci Ivana Hrozného, a následně dohlédl na jeho odstranění formou nucené sebevraždy jedem. Téhož roku Maljuta Skuratov na carův příkaz udusil sesazeného moskevského metropolitu Filipa II. (v úřadu: 1566–1568) za to, že se odvážil kritizovat režim opričniny.
Skuratov nebyl zakladatelem opričniny, pro svou oddanost carovi a bezohlednou krutost se však dostal do jejího vedení. Během jeho působení dosáhla opričnina vrcholu své brutality a zvůle.
V lednu 1570 vedl Maljuta Skuratov trestnou výpravu proti Novgorodu, jehož obyvatele car Ivan podezříval ze zrady a tajných jednání s polským králem Zikmundem II. Skuratov byl osobně zodpovědný za mučení a vraždy nejméně 2000 obyvatel Novgorodu a vyrabování celého města. V létě téhož roku se stal hlavním strůjcem krvavé čistky mezi carovými dvořany a moskevskou šlechtou, jíž padli za oběť např. carův pokladník Nikita Funikov (20. července zaživa uvařen v kotli), úspěšný vojevůdce Petr Serebrjan-Obolenskij (téhož dne sťat), kancléř Ivan Michajlovič Viskovatij (rozčtvrcen 25. července 1570), a dokonce i Skuratovovi konkurenti z řad vůdců opričniny, jako byli kníže Afanasij Vjazemskij, carův oblíbenec Alexej Basmanov a jeho syn Fjodor, kteří byli obviněni z pokusu o varování obyvatel Novgorodu před trestnou výpravou. Během roku 1570 byl Maljuta Skuratov také jmenován členem bojarské dumy, a současně výhodně provdal svoji dceru Mariu Grigorjevnu za bojara Borise Godunova, po jehož boku se stala roku 1598 ruskou carevnou.
V roce 1571 byl Skuratov pověřen vyšetřováním příčin porážky moskevských vojsk a vyplenění Moskvy armádou krymského chána Devleta I. Giraje, což mu dalo příležitost k dalším čistkám, včetně popravy hlavního vůdce opričních vojsk, knížete Michajla Čerkasského. Následkem vyšetřování se stalo následujícícho roku 1572 zrušení opričniny (car dokonce zakázal vyslovovat její název), které ale Skuratovovým postavením nijak neotřáslo. Navzdory tomu, že byl jedním z vůdců zrušené organizace, zůstal carovým blízkým dvořanem a udržel si svou moc.
Maljuta Skuratov padl při dobývání livonské pevnosti Weissensteinu v Livonské válce, kdy osobně vedl ruský útok. Podle jedné z teorií byl pohřben poblíž hrobu svého otce Lukajana Afanasjeviče Bělského (rusky: Лукьян Афанасьевич Бельский) v monastýru Josefa-Volokolamského.